# معاهدة فينيقيا
تُعرف معاهدة فينيقيا أيضًا باسم سلام فينيقيا وكانت المعاهدة لإنهاء الحرب المقدونية الأولي، ووضعت المعاهدة في فينيقيا عام 205 قبل الميلاد.
كان التوازن السياسي اليوناني بين المقدونيين بقيادة فيليب الخامس ملك مقدونيا والاتحاد الأيتولي مضطرب نتيجة للحرب بين روما وقرطاج، وكمحاولة من فيليب لتعزيز وتقوية مكانته؛ أعد أسطولًا وأرسل مبعوثين إلى حنبعل, ثم احتل جزءًا من إيطاليا.
وكانت روما تأمل في حصر المقدونيين في شرق إقليم إيليريا خوفًا من أن يتدخل فيليب بتدخلات عسكرية صريحة، وقد قام فيليب بمحاولتين فاشلتين لغزو إليريا عن طريق البحر ووقف السير عن طريق البر، ونجح في نهاية المطاف في الإستيلاء على ميناء ليسوس وإجبارالمقاطعة على الاستسلام وكان ذلك بين عامي 212 و 214 قبل الميلاد.
في تلك المرحلة كانت روما قادرة على التحالف مع الأتواليين ضد فيليب؛ حارب الحلفاء مقدونيا لمدة عامين وحققوا انتصارات عسكرية بسيطة، واكتسبوا سياسيًا المزيد من الحلفاء من بين دول المدن اليونانية. وبعد انسحاب الرومانيين من التحالف تقدمت قوات فيليب ضد الأتواليين ونجحت في تغيير نتيجة الحرب، وفي النهاية استعاد المقدونيين إلى حد كبير موقعهم الأصلي، وكان الرومان والأتواليين على استعداد لصنع السلام. وقد أقرت المعاهدة رسمياً بالتقدم الذي أحرزته مقدونيا بما في ذلك الإستيلاء على إليريا، لكن فيليب رفض بشكل قاطع تحالفه مع حنبعل.
أتاحت الظروف المحيطة لروما بالسيطرة على بارثية وديمالوم وبارجلوم وإنجينوم ومقدونيا وكذلك فرض سيطرتها على أتينتانيا إذا وافق مجلس الشيوخ الروماني، وكانت هناك أطراف أُخرى في المعاهدة من ضمنهم بروسياس ملك بيثينيا وأخيون وبيوتيا وثيثالي وأكارنانيا وإيبيروس إلى جانب فيليب، وإليانس وأتالوس الأول وبلارتوس ونابيس من سبرطة وإليانس وميسينيا وأثينا إلى جانب روما.